# Afonso Félix de Sousa
Afonso Félix de Sousa (Jaraguá, 5 de julho de 1925 – Rio de Janeiro, 7 de setembro de 2002) foi um poeta, cronista, jornalista e tradutor brasileiro.
É um poeta da terceira fase do Modernismo brasileiro, onde aparece também João Cabral de Melo Neto.

## Biografia
Aos nove anos se mudou para Pires do Rio (GO), onde seu pai foi exercer o cargo de agente fiscal de rendas estaduais.
Em 1942 publicou os primeiros poemas no jornal Voz Juvenil do Ginásio Anchieta, da cidade de Silvânia, onde estudava. No ano seguinte, mudou-se para Goiânia, onde iniciou sua atividade literária, colaborando em jornais como O Popular e a Folha de Goiaz e na revista Oeste.
Em 1944 matriculou-se no curso de Comércio e Contabilidade do Ateneu Dom Bosco e ingressou, por concurso, no quadro de funcionários do Banco do Brasil. Com outros escritores goianos fundou, em 1946, a Associação Brasileira de Escritores — Seção de Goiás. Um ano depois, transferido para a Direção Geral do Banco do Brasil, mudou-se para o Rio de Janeiro.
Foi contemplado, em 1953, com bolsa de estudos para um curso de especialização em Economia na École Pratique des Hautes Études, da Sorbonne, em Paris. Dois anos depois, terminado o curso, retornou ao Brasil.
Em 1959, casou-se com a poetisa Astrid Cabral, com quem teria cinco filhos.
Mudou-se para Brasília em 1962.
Designado, em 1970, pelo Ministério das Relações Exteriores e pelo Banco do Brasil, serviu como assistente de promoção comercial na Embaixada Brasileira em Beirute por dois anos e meio, regressando ao fim da missão para o Rio de Janeiro.
Em 1975, aposentou-se no Banco do Brasil, onde trabalhou por muitos anos nos setores de câmbio e comércio exterior. Passou a residir em Chicago a partir de 1986.
A estréia em livro foi com O túnel, coletânea de poemas editada pela revista Orfeu, em 1948.
Em 1991, foi agraciado com o Diploma de Mérito de Goianidade, da Associação Goiana de Imprensa.
Em 1999, teve a sua obra "Íntima Parábola" incluída por um seleto júri escolhido pelo jornal "O Popular", de Goiânia, entre os 20 livros mais importantes do século XX em Goiás.[carece de fontes?] Não seria injusto afirmar ser Afonso Felix de Sousa uma das maiores vozes poéticas do país.

## Atividades profissionais
- Funcionário concursado do Banco do Brasil, aposentado em 1975;
- Jornalista  do Diário Carioca;
- Adido comercial na Embaixada do Brasil em Beirute.

## Atividades literárias
- Fundador da Revista Agora;[2]
- Fundador da Revista Ensaio;
- Fundador da Associação Brasileira de Escritores;
- Fundador da Associação Nacional de Escritores.

## Livros publicados
- O túnel, 1948;[1]
- Do sonho e da esfinge, 1950;
- O amoroso e a terra, 1953;
- O memorial do errante, 1956;
- Íntima parábola, 1960;
- Caminhos de Belém, 1962;
- Do ouro ao urânio, 1969;
- Pretérito imperfeito, 1976;
- Chão básico & itinerário leste, 1978;
- Antologia poética, 1979;
- As engrenagens do belo (Coroa de sonetos), 1981;
- Rio das almas, 1984;
- Quiquagésima hora & horas anteriores, 1987;
- À beira do teu corpo, 1990;
- Nova antologia poética, 1991;
- Chamados e escolhidos, 2001.

## Traduções
- Romanceiro gitano, de Federico García Lorca, 1957;[1]
- Sonetos de meditação (tradução dos Holy Sonnets) de John Donne, 1985;
- Testamento, de François Villon, 1987;
- Sonetos do amor obscuro e Divã do Tamarit, de Federico García Lorca, 1988.

## Prêmios
- Prêmio Olavo Bilac, do Departamento de Cultura da Secretaria de Educação do então Distrito Federal, em 1957, com o livro Íntima parábola;[3]
- Prêmio Álvares de Azevedo, da Academia Paulista de Letras, em 1960, com o livro Íntimas parábolas;
- Prêmio Tiocô, da União Brasileira de Escritores, seção Goiás, em 1979, com o livro Antologia poética;
- Prêmio de poesia do Pen Club do Brasil, em 1981, com a coroa de sonetos As engrenagens do belo;
- Troféu Jaburu, do Conselho Estadual de Cultura de Goiás, em 1990, como Personalidade do ano.[2]
- Prêmio Nacional de Poesia 2001 da  Academia Brasileira de Letras.